# Batangas

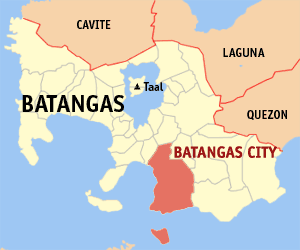
Batangas

Batangas – miasto w północno-zachodniej części Filipin na wyspie Luzon, w pobliżu ujścia rzeki Calumpang w zatoce Batangas. Stolica prowincji Batangas. W 2010 roku jego populacja liczyła 191 932 mieszkańców.

## Historia
Batangas powstało w połowie XIII wieku. W XVI w. zajęte przez Hiszpanów. W roku 1889 otrzymało prawa miejskie.

## Gospodarka
Dominuje przemysł chemiczny i petrochemiczny (rafineria). Przetwórstwo bawełny, jedwabiu, drewna, ubojnie, przetwórnie ryb i cukrownie. Główne miejsce handlu trzciną cukrową i ryżem.

## Transport
Port handlowy sprowadzający ropę naftową i eksportujący m.in. cukier i ryż. Połączenie promowe z Manilą i Calapan (na wyspie Mindoro).

## Miasta partnerskie
- Rio de Janeiro, Brazylia
- Kolonia, Niemcy
- Langenfeld (Rheinland), Niemcy
- Guadalajara, Meksyk
- Barcelona, Hiszpania
- Pontianak, Indonezja